# Mecometopus rondonianus
Mecometopus rondonianus là một loài bọ cánh cứng trong họ Cerambycidae.